# Konstytucje egidiańskie

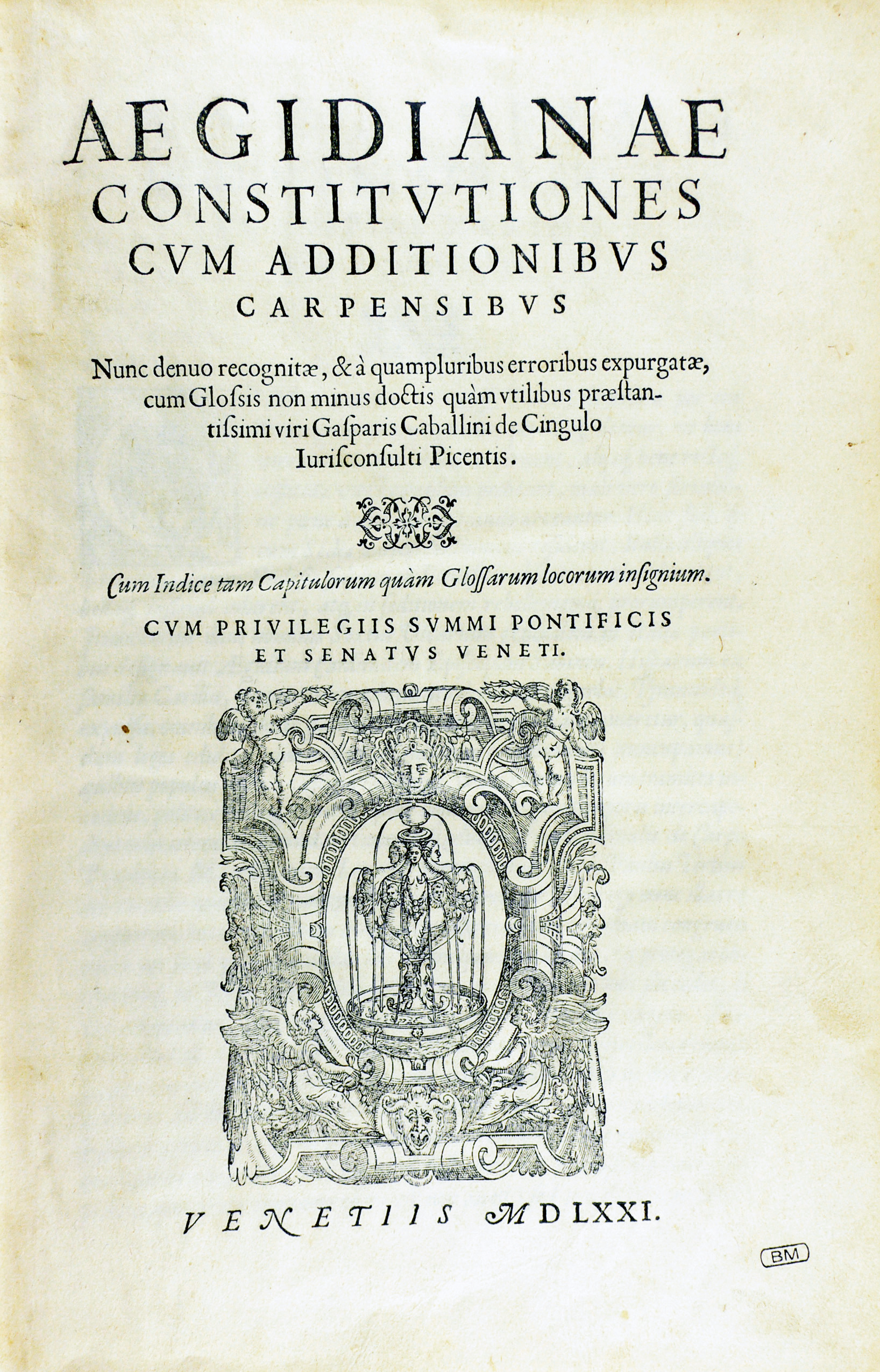
Aegidianae Constitutiones, 1571.

Konstytucje egidiańskie (łac. Constitutiones Sanctae Matris Ecclesiae) – sześć ksiąg prawniczych tworzących pierwszą historyczną konstytucję Państwa Kościelnego. Zostały zredagowane w Fano z inicjatywy hiszpańskiego kardynała Gila Álvareza de Albornoz między 29 kwietnia a 1 maja 1357 roku w zespole wikariuszy wszystkich terytoriów papieskich.
Na mocy postanowień prawnych dokumentu każda prowincja Państwa Kościelnego znajdowała się pod zarządem rektora powoływanego osobiście przez papieża. Każdy rektor decydował o wyborze rady siedmiu sędziów do zarządu swojej prowincji. Celem doradców było przeciwdziałanie korupcji rozpowszechnionej wówczas wśród kleru ówczesnych Włoch. W sferze jego zadań pozostawało również mianowanie dowódcy sił zbrojnych powierzonej mu prowincji.